# Cootie Williams
Charles Melvin "Cootie" Williams fou un trompetista, cantant i compositor estatunidenc de jazz, jump blues, i rhythm and blues.
Nascut a Mobile (ciutat d'Alabama), Williams va començar la seva carrera professional quan tenia 14 anys amb la banda Young Family, que incloïa al saxofonista Lester Young. Segons Williams, va adquirir el seu sobrenom de nen quan el seu pare el va portar al concert d'una banda. Quan va acabar, el seu pare li va preguntar què li havia semblat i el noi va respondre: "Cootie, Cootie, Cootie".
El 1928, va fer els seus primers enregistraments amb el pianista James P. Johnson a Nova York, on també va treballar breument a les bandes de Chick Webb i Fletcher Henderson. Va agafar renom com a membre de l'orquestra de Duke Ellington, amb la qual va actuar en una primera etapa entre 1929 i 1940. També va gravar les seves pròpies sessions durant aquest període, tant sol com amb altres membres de l'orquestra d'Ellington. Ocasionalment Williams també cantava. Una col·laboració vocal notable amb Ellington fou la peça Echoes of the Jungle. Williams era reconegut per la seva manera de tocar la trompeta a l'estil Jungle ("selva") (a la manera de l'anterior trompetista d'Ellington Bubber Miley i el trombonista Joe "Tricky Sam" Nanton, i pel seu ús de la sordina.
El 1940 es va unir a l'orquestra de Benny Goodman, un fitxatge molt publicitat i que va causar un gran enrenou a l'època (recordat per Raymond Scott amb la cançó When Cootie Left the Duke ("Quan el Cootie va deixar el Duke"). El 1941 va formar la seva pròpia orquestra, per la que van passar músics com Charlie Parker, Eddie "Lockjaw" Davis, Bud Powell, Eddie Vinson, i altres joves intèrprets.
El 1947 Williams va escriure el tema "Cowpox Boogie" mentre es recuperava d'un brot de verola. Va contreure aquesta malaltia en una vacunació que ell mateix havia insistit que rebessin tots els membres de la banda.
A finals de la dècada dels 1940 Williams havia caigut una mica en l'oblit, després d'haver hagut de reduir el nombre de membres de la banda i finalment dissoldre-la. A la dècada de 1950 va començar a tocar més rhythm and blues i a fer gires amb petits grups. A finals dels 1950 va formar un petit grup de jazz i va gravar diversos àlbums amb Rex Stewart, així com el seu propi àlbum Cootie in Hi-Fi ("Cootie en Hi-Fi") (1958). El 1962 es va reincorporar a l'orquestra d'Ellington i s'hi va mantenir fins al 1974, després de la mort d'Ellington. El 1975 va intervenir a l'espectacle realitzat a la mitja part de la Super Bowl IX. El 1991 fou designat com a nou membre de l'Alabama Jazz Hall of Fame.
Williams va morir a Nova York el 15 de setembre de 1985 a l'edat de 74 anys. Està enterrat al Woodlawn Cemetery, al Bronx, Nova York.

## Discografia
- Cootie Williams and His Orchestra 1941–1944 (Classics, 1995)
- Cootie Williams and His Orchestra 1945–1946 (Classics, 1999)
- Cootie Williams and His Orchestra 1946–1949 (Classics, 2000)
- Cootie and Rex (Jazztone, 1957) (amb Rex Stewart)
- The Big Challenge (Jazztone, 1957) (amb Rex Stewart)
- Porgy and Bess Revisited (Warner Bros., 1958) (amb Rex Stewart)
- Cootie in Hi-Fi (Jazztone, 1958)